# نیو دانویل (پنسیلوانیا)
نیو دانویل (به انگلیسی: New Danville) یک منطقهٔ مسکونی در ایالات متحده آمریکا است که در شهرستان لنکستر، پنسیلوانیا واقع شده‌است. نیو دانویل ۱۲۳٫۱۴ متر بالاتر از سطح دریا واقع شده‌است.